# 1981 في إسبانيا
فيما يلي قوائم الأحداث التي وقعت خلال عام 1981 في إسبانيا.

## أحداث
- 23 فبراير – انقلاب 23 فبراير 1981 في إسبانيا

## سياسة

### تعيين في المنصب
- 25 فبراير – ليوبولدو كالبو صوطيلو رئيس وزراء إسبانيا.

### انتهاء فترة المنصب
- 25 فبراير – أدولفو سواريث رئيس وزراء إسبانيا.

## رياضة
- 1 يناير – بطولة العالم للعدو الريفي 1981
- 1 يناير – طواف إسبانيا 1981
- 1 مارس – اختطاف اللاعب الإسباني كيني من قبل مجرمين عاديين

## ظهور
- 1 يناير – ميكانو

## برامج ومسلسلات وأنمي
- مرجان والفرسان الثلاثة

## مواليد

### يناير
- 1 يناير – أوسكار مينامبريس لاعب كرة قدم إسباني.
- 1 يناير – مانويل كاراسكو مغني إسباني.
- 10 يناير – دافيد أغانزو لاعب كرة قدم إسباني.
- 14 يناير – بورخا فيرنانديز لاعب كرة قدم إسباني.
- 16 يناير – ديفيد غارسيا دي لا كروز لاعب كرة قدم إسباني.
- 18 يناير – فرانثيسكو ييرا بلانكو مُجدّف كانوي إسباني.
- 19 يناير – أسيير دل هورنو لاعب كرة قدم إسباني.
- 21 يناير – خوان كارلوس بوزو لاعب كرة قدم إسباني.

### فبراير
- 2 فبراير – رامون روس لاعب كرة قدم إسباني.
- 3 فبراير – مانويل غاسبار هارو لاعب كرة قدم إسباني.
- 6 فبراير – لويس غارسيا فيرنانديز لاعب كرة قدم إسباني.
- 11 فبراير – أريتز أدوريز لاعب كرة قدم إسباني.
- 11 فبراير – خوان خوسيه كوبو درّاج طريق إسباني.
- 12 فبراير – خوسيه سانشيز لاعب كرة قدم إسباني.
- 12 فبراير – راؤول إنتريريوس لاعب كرة يد إسباني.
- 12 فبراير – كورونا لاعب كرة قدم إسباني.
- 20 فبراير – مويسيس هورتادو لاعب كرة قدم إسباني.
- 25 فبراير – دانييل باوتيستا بينا لاعب كرة قدم إسباني.
- 28 فبراير – جوردي لوبيز لاعب كرة قدم إسباني.
- 28 فبراير – روبرتو تراشوراس لاعب كرة قدم إسباني.

### مارس
- 6 مارس – غوركا إيرايزوز لاعب كرة قدم إسباني.
- 8 مارس – خورخي لوكي لاعب كرة قدم إسباني.
- 10 مارس – أنجيل لوبيز لاعب كرة قدم إسباني.
- 15 مارس – بريغيتي ياغوي إنريكيه لاعبة تايكوندو إسبانية.
- 28 مارس – جوليان روبلز لاعب كرة قدم إسباني.
- 31 مارس – لورديس دومينغيز لينو لاعبة كرة مضرب إسبانية.

### أبريل
- 9 أبريل – سيرجي فيدال لاعب كرة سلة إسباني.
- 14 أبريل – راؤول برافو لاعب كرة قدم إسباني.
- 21 أبريل – ناتشو غارو لاعب كرة قدم إسباني.
- 23 أبريل – فالميرو لوبيس روتشا لاعب كرة قدم إسباني.
- 23 أبريل – لوتشيانو غونزاليس لاعب كرة قدم إسباني.

### مايو
- 2 مايو – بينيتو روس تشارال درّاج طريق إسباني.
- 4 مايو – ديفيد دي لا فونتي درّاج طريق إسباني.
- 5 مايو – دافيد ميغيليث لاعب كرة قدم إسباني.
- 7 مايو – لورينا غورينديث لاعبة جمباز إيقاعي إسبانية.
- 10 مايو – مويسيس دويناس درّاج طريق إسباني.
- 13 مايو – أنخيل غوميز درّاج طريق إسباني.
- 13 مايو – إليزابيث بيندو لاعبة كرة يد إسبانية.
- 13 مايو – باتريشيا بينيدو لاعبة كرة يد إسبانية.
- 13 مايو – ديفيد لوبيز درّاج طريق إسباني.
- 20 مايو – إيكر كاسياس لاعب كرة قدم إسباني.
- 23 مايو – أوريول لوزانو لاعب كرة قدم إسباني.

### يونيو
- 2 يونيو – فرانشيسكو خوسيه مالدونادو لاعب كرة قدم إسباني.
- 5 يونيو – كارلوس باريدو درّاج طريق إسباني.
- 9 يونيو – فيكتور ألدانا لاعب كرة قدم روماني.
- 18 يونيو – روبين أنورابي لاعب كرة قدم إسباني.
- 21 يونيو – سيندي ليما لاعبة كرة سلة إسبانية.
- 27 يونيو – روبن كاسترو لاعب كرة قدم إسباني.

### يوليو
- 16 يوليو – فيسنتي رودريغيز لاعب كرة قدم إسباني.
- 17 يوليو – دانييل بيريز لاعب كرة قدم إسباني.
- 29 يوليو – خافيير غوميز سيفوينتس لاعب كرة قدم إسباني.
- 29 يوليو – فرناندو ألونسو

### أغسطس
- 3 أغسطس – بابلو إيبانيز لاعب كرة قدم إسباني.
- 3 أغسطس – روبين غارسيا لاعب كرة قدم إسباني.
- 6 أغسطس – ديفيد دوبلاس لاعب كرة سلة إسباني.
- 17 أغسطس – هيلين لينديس
- 23 أغسطس – كارلوس كويلار لاعب كرة قدم إسباني.
- 25 أغسطس – فرانسيسكو دافيد غونزاليس بورخيس لاعب كرة قدم إسباني.
- 27 أغسطس – كولين صامويل لاعب كرة قدم ترنيدادي.
- 29 أغسطس – توني مورال لاعب كرة قدم إسباني.

### سبتمبر
- 1 سبتمبر – خوان بيلينكوسو لاعب كرة قدم إسباني.
- 5 سبتمبر – ألفارو خورادو لاعب كرة قدم إسباني.
- 5 سبتمبر – دانييل مورينو درّاج طريق إسباني.
- 6 سبتمبر – داني تورتولرو لاعب كرة قدم إسباني.
- 10 سبتمبر – بابلو سيسيليا لاعب كرة قدم إسباني.
- 13 سبتمبر – أنتونيو لوبيز لاعب كرة قدم إسباني.
- 13 سبتمبر – كولدو فرنانديز درّاج طريق إسباني.
- 16 سبتمبر – دانييل مارتن لاعب كرة قدم إسباني.
- 20 سبتمبر – فيليسيانو لوبيز لاعب كرة مضرب إسباني.
- 28 سبتمبر – خوسيه كالديرون لاعب كرة سلة إسباني.
- 28 سبتمبر – خيسوس هرنانديز درّاج طريق إسباني.
- 28 سبتمبر – كارلوس كولوما نيكولاس دراج إسباني.
- 30 سبتمبر – أوسكار سيرانو رودريغيز لاعب كرة قدم إسباني.
- 30 سبتمبر – خافي بارال لاعب كرة قدم إسباني.

### أكتوبر
- 13 أكتوبر – خوان خوسيه أرامبورو لاعب رماية إسباني.
- 19 أكتوبر – إيفان نافارو باستور لاعب كرة مضرب إسباني.
- 30 أكتوبر – روبن بيريز درّاج طريق إسباني.

### نوفمبر
- 3 نوفمبر – دييغو لوبيز لاعب كرة قدم إسباني.
- 14 نوفمبر – خوسيه البرتو بينيتيز درّاج طريق إسباني.
- 25 نوفمبر – تشابي ألونسو لاعب كرة قدم إسباني.

### ديسمبر
- 12 ديسمبر – بيدرو ريوس لاعب كرة قدم إسباني.
- 17 ديسمبر – فرانشيسكو خيسوس بيريز ماليا لاعب كرة قدم إسباني.
- 21 ديسمبر – خوسيه مانويل خيمينيز لاعب كرة قدم إسباني.
- 25 ديسمبر – بورخا فيدال لاعب كرة يد إسباني.

## وفيات

### يناير
- 6 يناير – أنطونيو سواريث (مواليد 1932) درّاج طريق إسباني.

### أبريل
- 13 أبريل – كريسانت بوتش (مواليد 1907) لاعب كرة قدم إسباني.

### يونيو
- 12 يونيو – مارتن جارالاجا (مواليد 1894) ممثل إسباني.

### أغسطس
- 22 أغسطس – إنريكي ماير (مواليد 1910) لاعب كرة مضرب إسباني.